# Stockberget
Stockberget är ett naturreservat i Sollefteå kommun i Västernorrlands län.
Området är naturskyddat sedan 2016 och är 90 hektar stort. Reservatet omfattar Stockberget och dess sydsluttning samt Stockbergstjärnen med omgivande rikkärr nedanför. Reservatet består av lövrik barrskog i sluttningen och granskog i övrigt.